# Yedebub Biheroch Bihereseboch na Hizboch
Yedebub Biheroch Bihereseboch na Hizboch was een regio (kilil of staat) van Ethiopië. De naam van de regio betekent in het Nederlands: "Zuidelijke naties, nationaliteiten en volken". De hoofdstad van de regio is Awasa en de regio telde in 2007 15.321.000 inwoners.
De regio loste op toen de regio Sidama, de regio Zuidwest-Ethiopië, de regionale staat Zuid-Ethiopië en de regionale staat Centraal-Ethiopië onafhankelijk van elkaar ontstonden.
In juni 2020, na de vorming van de regio Sidama lag de hoofdstad van de regio, Awasa, buiten de grenzen van de regio. De toenmalige regionale regering was van plan om te verhuizen naar een stad binnen de grenzen van de regio. De grootste steden in de regio waren Sodo met 194.977 inwoners en Arba Minch met 151.013 inwoners.
De ontbinding van de regio werd definitief voltrokken toen op 18 augustus 2023 de SNNPR werd ontbonden in de regionale staat Zuid-West-Ethiopië, de regionale staat Zuid-Ethiopië en de regionale staat Centraal-Ethiopië.

## Geografie
De regio lag in het zuidwesten van Ethiopië en grensde aan Kenia, Zuid-Soedan, en de overige Ethiopische regio's Gambela en Oromia.
Belangrijke steden waren naast de hoofdstad: Hosaena, Irgalem, Dilla, Sodo en Arba Minch.

## Bevolking
De regio is in 1995 op etnische gronden opgericht. Zoals de naam al aangeeft, heeft de regio een heterogene bevolking, met meer dan vijfenveertig etnische groepen, waarvan er geen enkele een meerderheid heeft. De omvangrijkste drie groepen zijn de Sidama (18%), de Gurage (14,7%) en de Welayta (11,5%).

## Zones
| - Bench Maji - Debub Omo - Gedeo - Gurage - Hadiya |  | - Keficho Shekicho - Kembata Alaba en Tembaro (KAT) - Semien Omo - Sidama |

Regio's (kililoch): Afar · Amhara · Benishangul-Gumuz · Gambela · Harari · Oromia · Sidama · Somali · Tigray · Yedebub Biheroch Bihereseboch na Hizboch · Zuidwest
Bestuurlijk onafhankelijke steden (astedader akababiwach): Addis Abeba · Dire Dawa